# Чарлі Конахер
Чарлі Конахер (англ. Charlie Conacher, нар. 20 грудня 1909, Торонто — пом. 30 грудня 1967, Торонто) — канадський хокеїст, що грав на позиції крайнього нападника. Згодом — хокейний тренер.
Член Зали слави хокею з 1961 року. Володар Кубка Стенлі. Провів понад 500 матчів у Національній хокейній лізі.
Його рідні брати Ліонель та Рой також відомі хокеїсти. Батько Піта Конахера. Дядько Браяна Конахера.

## Ігрова кар'єра
Хокейну кар'єру розпочав 1926 року.
Протягом професійної клубної ігрової кар'єри, що тривала 13 років, захищав кольори команд «Торонто Мейпл-Ліфс», «Детройт Ред-Вінгс» та «Нью-Йорк Амеріканс».
У сезонах 1933–1934 та 1934–1935 років ставав найкращим бомбардиром регулярного чемпіонату.
Загалом провів 508 матчів у НХЛ, включаючи 49 ігор плей-оф Кубка Стенлі.

## Тренерська робота
1947 року розпочав тренерську роботу в НХЛ. Працював з командою «Чикаго Блекгокс».

## Нагороди та досягнення
- Володар Кубка Стенлі в складі «Торонто Мейпл-Ліфс» — 1932.
- Друга команда всіх зірок НХЛ — 1932, 1933.
- Перша команда всіх зірок НХЛ — 1934, 1935, 1936.

Входить до числа 100 найкращих гравців НХЛ за версією журналу The Hockey News під 36 номером.

## Статистика
| Сезон        | Клуб                 | Ліга         | Регулярний сезон | Регулярний сезон | Регулярний сезон | Регулярний сезон | Регулярний сезон | Плей-оф | Плей-оф | Плей-оф | Плей-оф | Плей-оф |
| Сезон        | Клуб                 | Ліга         | І                | Г                | П                | О                | ШХ               | І       | Г       | П       | О       | ШХ      |
| ------------ | -------------------- | ------------ | ---------------- | ---------------- | ---------------- | ---------------- | ---------------- | ------- | ------- | ------- | ------- | ------- |
| 1926–27      | «Торонто Джуніорс»   | ОХА          | 9                | 9                | 1                | 10               | —                | 1       | 0       | 0       | 0       | 0       |
| 1926–27      | «Торонто Рейнджерс»  | ОХА          | 2                | 1                | 0                | 1                | 2                | —       | —       | —       | —       | —       |
| 1927–28      | «Торонто Мальборос»  | ОХА          | 9                | 11               | 0                | 11               | —                | 2       | 1       | 0       | 1       | —       |
| 1927–28      | «Торонто Мальборос»  | ОХА          | 1                | 2                | 0                | 2                | 0                | —       | —       | —       | —       | —       |
| 1927–28      | «Торонто Мальборос»  | МК           | —                | —                | —                | —                | —                | 11      | 15      | 3       | 18      | —       |
| 1928–29      | «Торонто Мальборос»  | ОХА          | 8                | 18               | 3                | 21               | —                | 2       | 7       | 0       | 7       | —       |
| 1928–29      | «Торонто Мальборос»  | МК           | —                | —                | —                | —                | —                | 15      | 28      | 8       | 36      | 12      |
| 1929–30      | «Торонто Мейпл-Ліфс» | НХЛ          | 38               | 20               | 9                | 29               | 48               | —       | —       | —       | —       | —       |
| 1930–31      | «Торонто Мейпл-Ліфс» | НХЛ          | 37               | 31               | 12               | 43               | 78               | 2       | 0       | 1       | 1       | 0       |
| 1931–32      | «Торонто Мейпл-Ліфс» | НХЛ          | 44               | 34               | 14               | 48               | 66               | 7       | 6       | 2       | 8       | 6       |
| 1932–33      | «Торонто Мейпл-Ліфс» | НХЛ          | 40               | 14               | 19               | 33               | 64               | 9       | 1       | 1       | 2       | 10      |
| 1933–34      | «Торонто Мейпл-Ліфс» | НХЛ          | 42               | 32               | 20               | 52               | 38               | 5       | 2       | 3       | 5       | 0       |
| 1934–35      | «Торонто Мейпл-Ліфс» | НХЛ          | 47               | 36               | 21               | 57               | 24               | 7       | 1       | 4       | 5       | 6       |
| 1935–36      | «Торонто Мейпл-Ліфс» | НХЛ          | 44               | 23               | 15               | 38               | 74               | 9       | 2       | 3       | 5       | 12      |
| 1936–37      | «Торонто Мейпл-Ліфс» | НХЛ          | 15               | 3                | 5                | 8                | 13               | 2       | 0       | 0       | 0       | 5       |
| 1937–38      | «Торонто Мейпл-Ліфс» | НХЛ          | 19               | 7                | 9                | 16               | 6                | —       | —       | —       | —       | —       |
| 1938–39      | «Детройт Ред-Вінгс»  | НХЛ          | 40               | 8                | 15               | 23               | 39               | 5       | 2       | 5       | 7       | 2       |
| 1939–40      | «Нью-Йорк Амеріканс» | НХЛ          | 47               | 10               | 18               | 28               | 41               | 3       | 1       | 1       | 2       | 8       |
| 1940–41      | «Нью-Йорк Амеріканс» | НХЛ          | 46               | 7                | 16               | 23               | 32               | —       | —       | —       | —       | —       |
| Усього в НХЛ | Усього в НХЛ         | Усього в НХЛ | 459              | 225              | 173              | 398              | 523              | 49      | 17      | 18      | 35      | 49      |

## Тренерська статистика
| Команда | Сезон   | Регулярний сезон | Регулярний сезон | Регулярний сезон | Регулярний сезон | Регулярний сезон | Регулярний сезон | Плей-оф   |
| Команда | Сезон   | І                | В                | П                | Н                | О                | Місце            | Результат |
| ------- | ------- | ---------------- | ---------------- | ---------------- | ---------------- | ---------------- | ---------------- | --------- |
| ЧИК     | 1947–48 | 32               | 13               | 15               | 4                | 30               | 6-е в НХЛ        | не вийшли |
| ЧИК     | 1948–49 | 60               | 21               | 31               | 8                | 50               | 5-е в НХЛ        | не вийшли |
| ЧИК     | 1949–50 | 70               | 22               | 38               | 10               | 54               | 6-е в НХЛ        | не вийшли |
| Усього  | Усього  | 162              | 56               | 84               | 22               | 134              |                  |           |